# Dürrenhembach

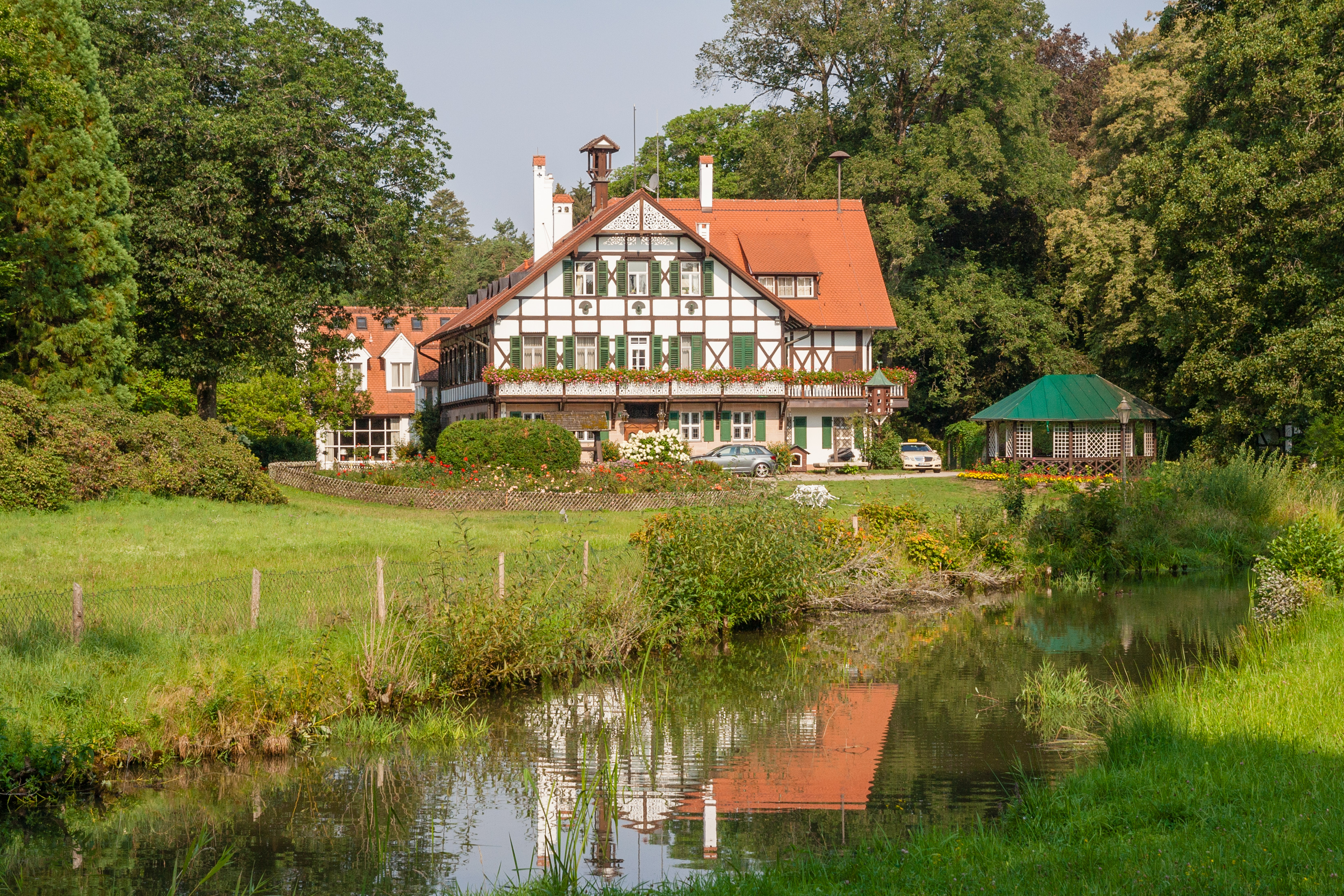
Jagdhaus in Dürrenhembach

Dürrenhembach (fränkisch: Dianhämba) ist ein Gemeindeteil des Marktes Wendelstein im Landkreis Roth (Mittelfranken, Bayern). Dürrenhembach liegt in der Gemarkung Raubersried.

## Geographie
Der Weiler ist von ausgedehnten Waldgebieten des Südlichen Reichswaldes umgeben und liegt am Hembach. Der Dürrenbach mündet südöstlich des Orts bei den Neuweihern als rechter Zufluss in den Hembach. Eine Gemeindeverbindungsstraße führt zur Kreisstraße RH 17 (0,4 km nördlich) bzw. nach Birkenlach zur Staatsstraße 2225 (3,1 km südlich).

## Geschichte
Bei amtlichen Auseinandersetzungen mit Heinrich von Wendelstein wurde der Ort als „Dirrenhennbach“ 1325 erstmals schriftlich erwähnt. 1360 wurde das Gelände an die Herren von Wendelstein verpfändet. Der ursprüngliche Gewässername bezeichnete einen Bach, an dem es wilde Hühner gab. Das Bestimmungswort „Dürren-“ charakterisiert die wenig ertragreiche Bodenbeschaffenheit.
Im späten 17. Jahrhundert wurde Dürrenhembach noch im Zusammenhang mit Waldschäden, Ungezieferbefall und Dürre erwähnt. Mitte des 18. Jahrhunderts gab es vier bewirtschaftete Höfe und nach wie vor Brachflächen.
Gegen Ende des 18. Jahrhunderts bestand Dürrenhembach aus vier Anwesen (2 Ganzhöfe, 2 Viertelhöfe). Das Hochgericht sowie die Dorf- und Gemeindeherrschaft und Grundherrschaft über alle Anwesen übte das brandenburg-ansbachische Richteramt Schwand aus.
Von 1797 bis 1808 unterstand Dürrenhembach dem Justiz- und Kammeramt Schwabach. Im Rahmen des Gemeindeedikts wurde der Ort 1808 dem Steuerdistrikt Raubersried (II. Sektion) und der 1818 gebildeten Ruralgemeinde Raubersried zugeordnet.
In den Jahren 1874 bis 1890 kaufte Lothar von Faber alle Gehöfte und Güter in Dürrenhembach und ließ dort aufforsten. Das noch im Familienbesitz befindliche Forst- und Jagdgut gründete er 1875. Ein Großteil der Gebäude aus dem 18. und beginnenden 19. Jahrhundert ist im Kern noch erhalten, heute umfassend saniert und steht unter Denkmalschutz.
Am 1. Juli 1971 wurde Dürrenhembach im Zuge der Gebietsreform in Bayern nach Wendelstein eingegliedert.

### Baudenkmäler
In Dürrenhembach gibt es acht Baudenkmäler:
- Haus Nr. 1: Guts- und Jagdhaus mit Kegelbahn
- Haus Nr. 2: Forsthaus mit Scheune
- Haus Nr. 3: Ehemaliges Bauernhaus
- Haus Nr. 4: Ehemaliges Forsthaus, Waschhaus und Stall
- Haus Nr. 5: Stallgebäude mit angeschlossenem Wohnbau
- Haus Nr. 6: Ehemaliges Waschhaus
- Kapelle
- Steinkreuz

### Einwohnerentwicklung
| Jahr      | 001818 | 001840 | 001861 | 001871 | 001885 | 001900 | 001925 | 001950 | 001961 | 001970 | 001987 |
| Einwohner | 42     | 39     | 39     | 32     | 25     | 19     | 17     | 56     | 28     | 30     | 8      |
| Häuser    | 5      | 5      |        |        | 3      | 3      | 4      | 5      | 7      |        | 5      |
| Quelle    | [ 15 ] | [ 16 ] | [ 17 ] | [ 18 ] | [ 19 ] | [ 20 ] | [ 21 ] | [ 22 ] | [ 23 ] | [ 24 ] | [ 1 ]  |

## Religion
Dürrenhembach ist seit der Reformation evangelisch-lutherisch geprägt und ist teils nach St. Georg (Wendelstein), teils nach St. Johannes der Täufer (Schwand bei Nürnberg) gepfarrt. Die Katholiken sind nach St. Nikolaus (Wendelstein) gepfarrt.